# Episodi di Midnight, Texas (seconda stagione)
La seconda e ultima stagione della serie televisiva Midnight, Texas è stata trasmessa negli Stati Uniti per la prima volta dall'emittente NBC dal 26 ottobre al 28 dicembre 2018.
In Italia, la stagione è andata in onda in prima visione satellitare su Fox, canale a pagamento della piattaforma Sky, dal 2 gennaio al 6 febbraio 2019.
| nº | Titolo originale                      | Titolo italiano                            | Prima TV USA     | Prima TV Italia |
| -- | ------------------------------------- | ------------------------------------------ | ---------------- | --------------- |
| 1  | Head Games                            | Giochi mentali                             | 26 ottobre 2018  | 2 gennaio 2019  |
| 2  | The Monster of the Week Is Patriarchy | Il mostro della settimana è il patriarcato | 2 novembre 2018  | 9 gennaio 2019  |
| 3  | To Witch Hell And Back                | All'inferno delle streghe e ritorno        | 9 novembre 2018  | 16 gennaio 2019 |
| 4  | I Put a Spell on You                  | Una vera famiglia                          | 16 novembre 2018 | 16 gennaio 2019 |
| 5  | Drown the Sadness in Chardonnay       | Chardonnay per dimenticare                 | 30 novembre 2018 | 23 gennaio 2019 |
| 6  | No More Mr. Nice Kai                  | Il buon Kai perde le staffe                | 7 dicembre 2018  | 23 gennaio 2019 |
| 7  | Resting Witch Face                    | Faccia da Strega                           | 14 dicembre 2018 | 30 gennaio 2019 |
| 8  | Patience Is a Virtue                  | La pazienza di Patience                    | 21 dicembre 2018 | 30 gennaio 2019 |
| 9  | Yasss, Queen                          | Sssì, regina                               | 28 dicembre 2018 | 6 febbraio 2019 |